# Wauchimoqut
Wauchimoqut, pleme Algonquian Indijanaca, konfederacije Wampanoag, čije se istoimeno glavno selo 1646. nalazilo (možda) blizu Seekonka u okrugu Bristol u Massachusettsu. 